# Quận Sioux, North Dakota
Quận Sioux là một quận thuộc tiểu bang Bắc Dakota, Hoa Kỳ. Quận lỵ đóng ở Fort Yates6. Quận được đặt tên theo. Dân số theo điều tra năm 2010 của Cục điều tra dân số Hoa Kỳ là 4153 người. Quận được lập bởi thống đốc bang lúc đó là Louis B. Hanna vào ngày 3 tháng 9 năm 1914 và được đặt tên theo người Sioux bản địa sinh sống ở khu vực bảo vệ. Chính quyền quận đã được tổ chức lần đầu vào ngày 12 tháng 9 năm 1914.

## Địa lý
Theo Cục điều tra dân số Hoa Kỳ, quận này có diện tích 2922 km2, trong đó có 88 km2 là diện tích mặt nước.